# The Jabbers
The Jabbers foi uma banda de punk rock liderada pelo vocalista G.G. Allin. Muitas das músicas de G.G. Allin foram gravadas com essa banda, tais como "Assface", "Don't Talk to Me" e "Bored to Death". Muitas de suas músicas podem ser resumidas como uma mistura de power pop e hardcore punk, com riffs de guitarra do mesmo estilo dos The Stooges. Naquela época, G.G. Allin ainda conseguia cantar decentemente com um tom punk.
Muitos de seus show e estilo de composições não são iguais ao que G.G. Allin fez futuramente, sendo que as músicas e as letras ficaram mais grotescas e violentas. Uma crítica ao único álbum da banda, Always Was, Is And Always Shall Be, declara:
"Bastante incrível, o ódio violento, sexual e a degradação psicológica, e a chocante estupidez que podem apenas ser alcançados (à profundidade) por G.G. Allin."
Em 2003, Rob Basso, Alan Chapple, Chris Lamy e Michael O'Donnell (os quatro membros originais remanescentes do The Jabbers) voltaram à ativa  com um novo vocalista, Wimpy Rutherford (ex-Queers). Eles lançaram em 2005 um álbum intitulado American Standard pela Steel Cage Records.